# Men virkeligheden er en anden - Guinea Bissau og den nye informationsorden
|  | Denne artikel er oprettet af botten PalnaBot ud fra en ekstern database. Den kan derfor have sproglige fejl eller mangler. Denne skabelon kan fjernes efter kontrol af indholdet. |

Men virkeligheden er en anden - Guinea Bissau og den nye informationsorden er en dokumentarfilm instrueret af Kristian Paludan efter eget manuskript.

## Handling
Filmen tager sit udgangspunkt i de senere års debat om en ny "international informationsorden", som specielt ulandene gennem UNESCO (FNs organisation for uddannelse, videnskab og kultur) har slået til lyd for.